# Войнілович (герб)
Войнілович (Wojniłowicz, Wojniłłowicz) — шляхетський герб, різновид герба Сирокомля.

## Опис герба
Опис із використанням принципів блазонування, запропонованих Альфредом Знамеровським:
У червоному полі на срібній лекавиці так ж стріла вістрям вниз, на верху від пір'я розривається в косину. У клейноді три пера страуса. Намет червоний, підбитий сріблом.
Наведений вище опис походить від Тадеуша Гайля, який приєднався до описів Еміліана Желіго-Зерницького і Хшонського (пол. Chrząński).
Каспер Несецький повідомляє, що, в принципі, Войнилович відрізняється від Сирокомлі тільки стрілою замість хреста.
Тадейш Гайль, за Хшонським, наводить ще варіант цього герба, описаний як Войнілович II. У клейноді він відрізняється — це ленкавиця зі стрілою, запечатаною внизу.

## Роди
Тадеуш Гайль називає два роди: Войніловичі (Wojniłłowicz, Wojniłowicz, Woyniłłowicz), Гошевські (Hoszewski).

### Відомі
- Феодосій (Теодосій) Войнілович — архімандрит києво-печерської Лаври, «ок». 1490[3].
- Гаврило (Габріель) Войнілович — ротмістр і полковник королівський, брав участь у боях проти козаків, Москви, Швеції.
- Йосип Войнілович — полковник полку гусарів Його Імператорської Величності Герцога Ліхтенбергзького (пізніш 9 Київського гусарського полку), загинув у битві під Балаклавою 1854 рокц.
- Едвард Войнілович — російський та білоруський громадський і господарський діяч.